# Quaestus angustitarsis
Quaestus angustitarsis es una especie de escarabajo del género Quaestus, familia Leiodidae. Fue descrita por Francesc Español en 1950.

## Distribución
Se encuentra en España.